# مؤيد محمد صالح
مؤيد محمد صالح (1 يوليو/ تموز 1944 - 22 يوليو/ تموز 2023) هو لاعب كرة قدم عراقي، لعب قرابة 20 مباراة دولية.

## مسيرته

### النادي
بدأ مسيرته الكروية مع الفرق المدرسية والشعبية في بغداد، انضم الى نادي الأمانة (نادي أمانة بغداد حالياً) في عام 1959، ثم إنتقل بعد ذلك الى نادي السكك (الزوراء حاليًا) عام 1965 ليلعب في بطولة دوري المؤسسات، ثم أنتقل في موسم 1965 - 1966 إلى نادي المصلحة ليفوز بلقب بطولة الدوري، ثم أنتقل بعد ذلك للعب في صفوف فريق نادي القوة الجوية.

### المنتخب
لعب مؤيد في صفوف المنتخب الوطني وكذلك إلى صفوف المنتخب الأولمبي ليشارك في تصفيات دورة المكسيك الأولمبية التي جرت في بانكوك عام 1968، لعب ضد منتخب جورجيا في مباراة ودية وانتهت بالتعادل السلبي.

### مدرب
عمل مدربًا لعدد من الأندية العراقية، منها: نادي الجيش، والمنتخب العسكري ، ونادي التجارة عام 1982، ونادي الامانة عام 1983، وحصل على بطولة الدوري مع نادي الجيش.

### الاعتزال
اعتزل اللعب في عام 1972 ولم تجرى له مباراة اعتزالية بسبب قرابته من عبد الكريم قاسم. ( فهو ابن شقيقته)

## وفاته
توفي في 22 يوليو/ تموز 2023 عن عمر ناهز 79 عاماً.